# Anatol E. Baconski
Anatol E. Baconski (ismert még A. E. Baconski, Baconschi vagy Baconsky néven) (Cofa, 1925. június 16. – Bukarest, 1977. március 4.) román költő, esszéista, fordító.

## Élete
A besszarábiai Cofa faluban (ma Konovka, Ukrajna) született. Eftimie Baconski, pap, és Liuba fia, az irodalmi kritikus és történész, Leon Baconski testvére, valamint a publicista és diplomata, Theodor Baconski apja volt. Chișinăuban és Râmnicu Vâlcea-ban végezte a középiskolát. 1946 és 1949 között a kolozsvári egyetem jogi karán tanult. A Drepcăuți-i Mugurel című gyermeklapban debütált versekkel 1943-ban. Először a kolozsvári Tribuna közölt tőle esszéket 1945-ben, első kötete pedig 1950-ben jelent meg Poezii (Versek) címmel. Főszerkesztő volt a kolozsvári Almanah literar (később Steaua) folyóiratnál 1953-1959 között. Korai versei a szocialista-realista eszmékhez közelítenek, felnőttkori versei azonban neoexpresszionista hangvételűek. Az 1956-os Írói Kongresszuson ellenezte a proletkult dogmatikus eszméit. Sok verset lefordított Salvatore Quasimodo, Carl Sandburg, Artur Lundkvist műveiből és egy tömör kivonatba szedte az európai modern versek fordításait Panoramei poeziei universale contemporane címmel.
Az 1977-es romániai földrengésben vesztette életét.

## Művei

### Versei
- Poezii, versek, 1950
- Copiii din Valea Arieșului, versek, 1951
- Cîntece de zi și noapte, versek, 1954
- Două poeme, versek, 1956
- Dincolo de iarnă, versek, 1957
- Fluxul memoriei, versek, 1957
- Versuri, versek, 1961
- Imn către zorii de zi, versek, 1962
- Versuri, versek, 1964
- Fiul risipitor, versek, 1964
- Cadavre în vid, versek, 1969
- Corabia lui Sebastian, versek, posztumusz kiadás, 1978

### Prózai művei
- Echinoxul nebunilor și alte povestiri, rövid történetek antológiája, 1967
- Biserica neagră, regény, a Scrieri-ben, második kötet, posztumusz kiadás, 1990

### Úti élményei
- Itinerar bulgar, 1954
- Călătorii în Europa și Asia, 1960
- Cluj și împrejurimile sale. Mic îndreptar turistic, 1963
- Remember, első kötet, 1968; második kötet, 1969

### Kritikái
- Colocviu critic, 1957
- Meridiane. Pagini despre literatura universală contemporană, 1965; második kiadás, 1969
- Dimitrie Ghiață, 1971
- Ion Țuculescu, 1972
- Botticelli, 1974
- Botticelli, Divina Comedie, posztumusz kiadás, 1977

### Fordításai
- Poeți clasici coreeni (Klasszikus koreai költők), 1960
- Salvatore Quasimodo, Versuri (Versek), 1961; második kiadás, 1968
- Jorge Semprún, Marea călătorie (A nagy utazás), 1962
- Artur Lundkvist, Versuri (Versek), 1963
- Poeți și poezie (Költők és versek), 1963
- Mahabharata – Arderea zmeilor, 1964
- Carl Sandburg, Versuri (Versek), 1965
- Panorama poeziei universale contemporane, antológia, 1973

### Díjai
- A Romániai Írók Egyesülete díjazottja 1969-ben és 1972-ben

## Magyarul
- Kolozsvár és környéke. Kis útikalauz; Meridiane, Bukarest, 1963
- Néma pillanat. Versek; ford. Kányádi Sándor; Irodalmi, Bukarest, 1965
- Önarckép az időben; vál., ford., utószó Kányádi Sándor; Európa, Bp., 1979 (Napjaink költészete)

## Fordítás
- Ez a szócikk részben vagy egészben  az   Anatol Baconski című román Wikipédia-szócikk ezen változatának fordításán alapul.  Az eredeti cikk szerkesztőit annak laptörténete sorolja fel. Ez a jelzés csupán a megfogalmazás eredetét és a szerzői jogokat jelzi, nem szolgál a cikkben szereplő információk forrásmegjelöléseként.